# Lingua dei segni coreana
La lingua dei segni coreana (KSL, Suhwa) è una lingua dei segni sviluppata spontaneamente da bambini sordi in numerose scuole in Corea del Nord e in Corea del Sud.

## Aspetti legislativi
Il Parlamento della Corea del Sud ha approvato con una legge sul riconoscimento della lingua dei segni coreana.